# إدغار بيرغر
إدغار بيرغر (بالألمانية: Edgar Berger)‏ هو مدير مواهب وصحفي ألماني، ولد في 19 أكتوبر 1966 في فولفسبورغ في ألمانيا.